# Azolla caroliniana
Azolla caroliniana là một loài dương xỉ trong họ Salviniaceae. Loài này được Willd. mô tả khoa học đầu tiên năm 1810.

## Hình ảnh

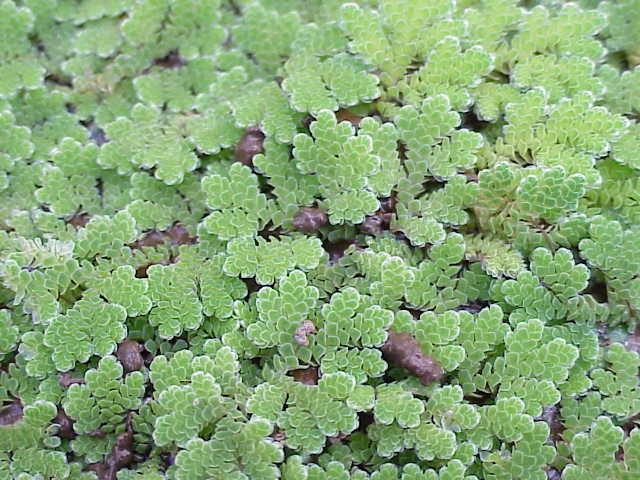
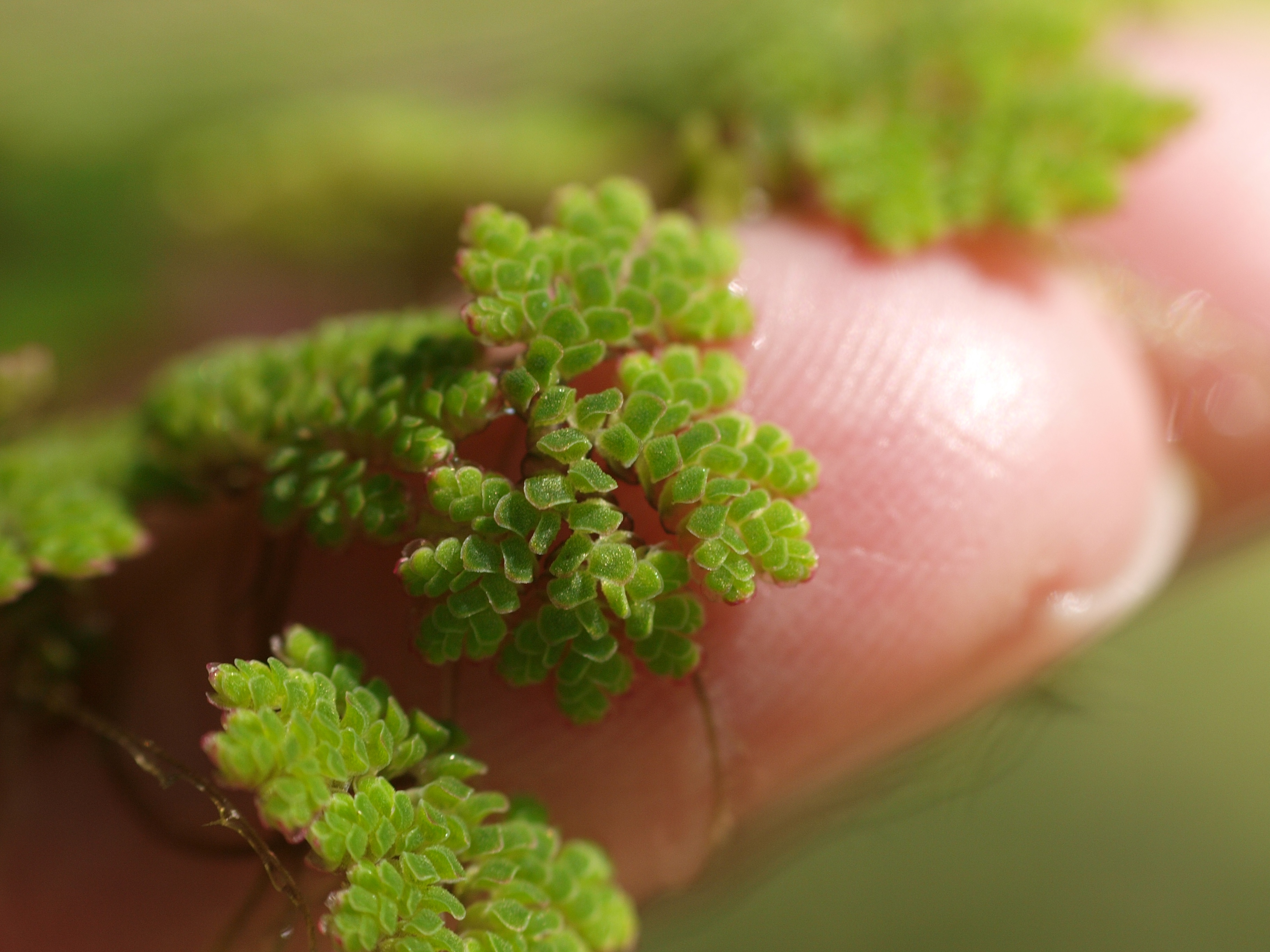
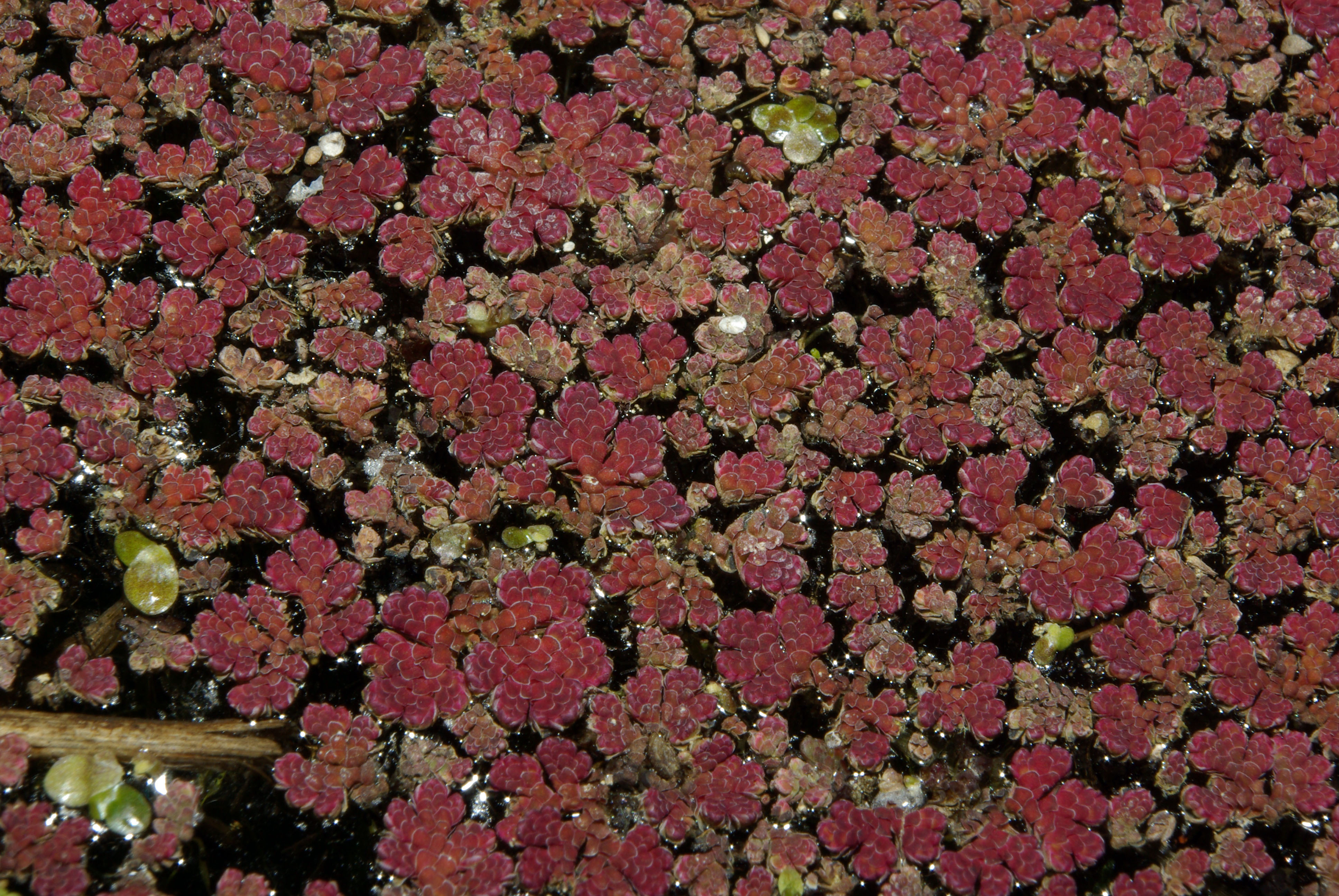
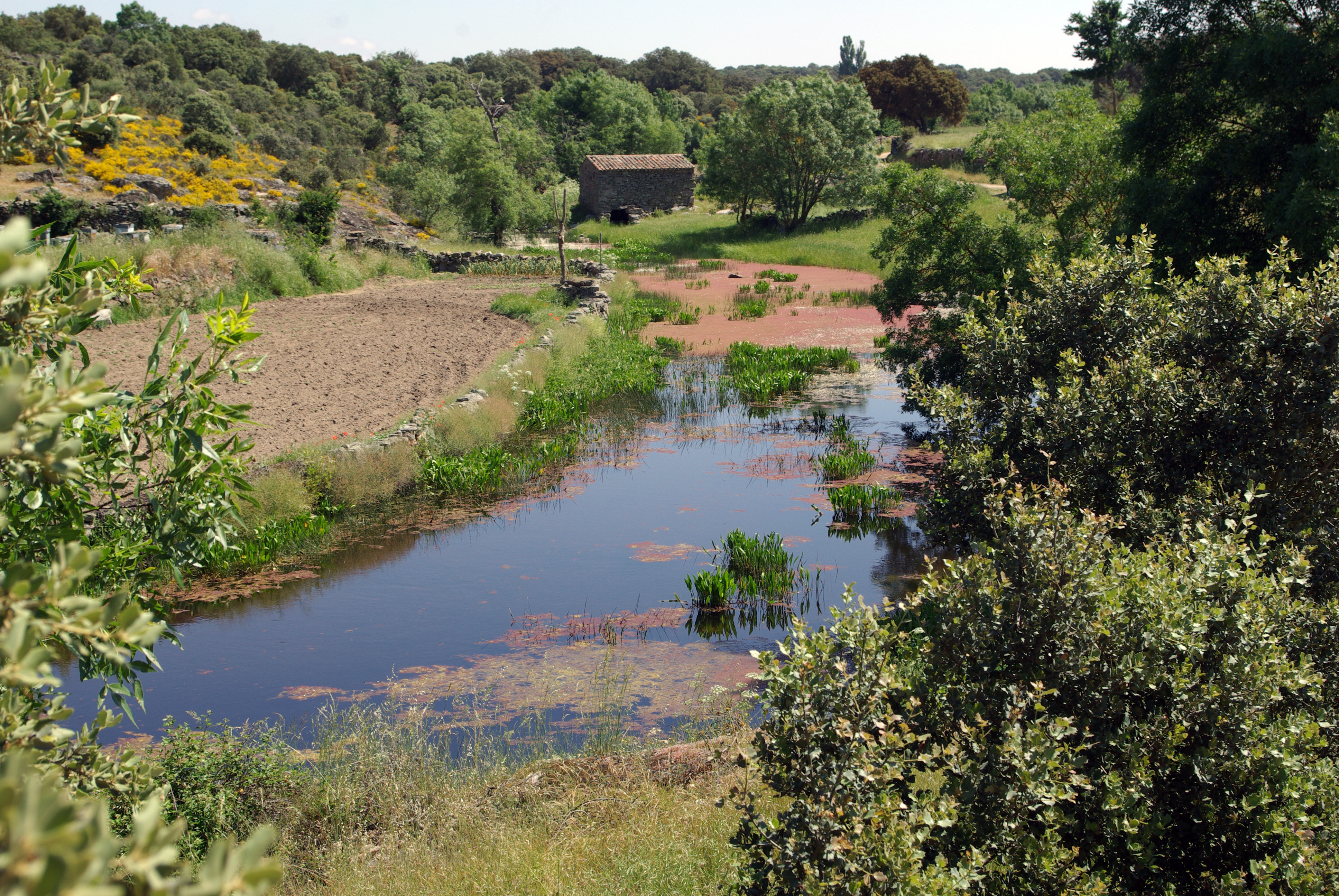